# Смит, Эдриан (архитектор)
Эдриан Смит (англ. Adrian D. Smith; род. 19 августа 1944, Чикаго, Иллинойс) — архитектор из американской фирмы «Skidmore, Owings & Merrill». Наиболее известен проектированием сверхвысоких зданий.
Разработал проекты таких небоскрёбов как Бурдж-Халифа и Башня Джидды. Также является автором проектов небоскрёба Цзинь Мао в Шанхае, Международной гостиницы и башни Трампа в Чикаго, Финансового центра Наньцзин-Гринлэнд в Нанкине.

## Юность, образование и карьера
Эдриан Смит родился в Чикаго в 1944 году. Когда ему было четыре года, его семья переехала в Южную Калифорнию. Его интерес к рисованию сподвиг мать предложить ему изучать архитектуру.
Он учился в Техасском университете A&M, получая степень бакалавра архитектуры, и одновременно работал в кадетском корпусе. Но он не окончил университет и начал работать в компании Skidmore, Owings and Merrill (SOM) в 1967 году. Он закончил свое образование в Иллинойском университете в колледже архитектуры и искусств, который окончил в 1969 году. В 2013 году Смиту была присуждена почетная степень Доктора литературоведения Техасского университета A&M.
Эдриан проработал много лет в SOM: начал с 1967 года, с 1980 по 2003 год был партнёром по дизайну, с 2003 по 2006 год — консультационным партнером по дизайну. В 2006 году он основал компанию Adrian Smith + Gordon Gill Architecture (AS+GG), которая занимается проектированием высокопроизводительной, энергоэффективной и долговременной архитектуры в международном масштабе.

## Признание
Проекты, разработанные Эдрианом Смитом, завоевали более 125 наград, включая 5 международных наград, 9 национальных премий Американского института архитекторов, 35 государственных и чикагских премий AIA и 3 награды Института городских земель "За выдающиеся достижения". Он является лауреатом премии Совета по высотным зданиям и городской среде CTBUH в 2011 году. Его работы представлены в музеях Соединённых Штатов, Южной Америки, Европы, Азии и Ближнего Востока. Он является старшим сотрудником Design Futures Council.